# Erioptera (Teleneura) lushaiensis
Erioptera (Teleneura) lushaiensis is een tweevleugelige uit de familie steltmuggen (Limoniidae). De soort komt voor in het Oriëntaals gebied.